# Bouzouki irlandese
Il bouzouki irlandese è uno strumento musicale irlandese, appartenente ai cordofoni, derivato dal bouzouki greco tetrachordo e utilizzato nella musica folk dell'Europa settentrionale.

## Storia
L'originale bouzouki greco (detto anche “trichordo”) è uno strumento a tre corde doppie affine al Saz turco che, condividendo caratteristiche costruttive di entrambe le tipologie, si pone a metà strada tra la famiglia del liuto e quella del mandolino. Dopo la seconda guerra mondiale è stata messa a punto una nuova versione dello strumento con quattro corde doppie detto “tetràchordo”.
Nel 1969 Andy Irvine tornò da un viaggio nei paesi dell'est europa portando con sé un bouzouki tetràchordo che regalò al suo amico e collega Dònal Lunny. Lunny cambiò le corde dello strumento accoppiando corde all'unisono anziché su ottave diverse come era in uso in Grecia.
Irvine e Lunny iniziarono a far conoscere lo strumento modificato quando nel 1972 entrarono nei Planxty.
Normalmente Irvine, Lunny e gli altri esponenti del folk irlandese attribuiscono l'introduzione del bouzouki in Irlanda a Johnny Moynihan del popolare gruppo folk Sweeney's Men che iniziò ad utilizzare un bouzouki nei propri arrangiamenti già dalla metà degli anni sessanta.
Per migliorare la sonorità in favore dell'utilizzo come contrappunto al violino e altri strumenti irlandesi venne presto modificato l'originale corpo a doghe in favore di una struttura a fondo piatto più simile a quello di una chitarra acustica ed una forma del corpo a goccia molto più ampia e adatta alle frequenze più basse delle corde accoppiate all'unisono.

## Accordatura
L'accordatura considerata "standard" per il bouzouki irlandese è (partendo dalle corde più basse) SOL RE LA RE ma è molto utilizzata anche l'accordatura SOL RE LA MI, la medesima utilizzata per il mandolino e il violino.

## Il bouzouki in Italia
Il bouzouki greco arriva ufficialmente in Italia nel marzo del 1984 con la pubblicazione dell'album Crêuza de mä di Fabrizio De André e la versione irlandese inizia a diffondersi pochi anni dopo con l'avvento sulla scena internazionale di gruppi punk-folk e folk-rock come i Pogues. 
Gang, Modena City Ramblers (con Luciano Gaetani) in primis e più tardi gruppi come F.B.A. - Fucina Bucolica Artistica, Casa del vento, Ratti della Sabina, In the kitchen e Noalter fanno regolarmente uso del bouzouki irlandese sia dal vivo che in studio di registrazione. 
In Italia i due tipi di bouzouki (greco e irlandese) vengono spesso utilizzati in maniera indistinta.